# Polymerelektrolytbrennstoffzelle
Die Polymerelektrolytbrennstoffzelle (englisch Polymer Electrolyte Fuel Cell, PEFC, auch Protonenaustauschmembran-Brennstoffzelle, englisch Proton Exchange Membrane Fuel Cell, PEMFC oder Niedertemperatur-Polymerelektrolytmembran-Brennstoffzelle, NT-PEMFC, englisch Low Temperature Polymer Electrolyte Membrane Fuel Cell, LT-PEMFC oder Feststoffpolymer-Brennstoffzelle, englisch Solid Polymer Fuel Cell, SPFC) ist eine Niedrigtemperatur-Brennstoffzelle.

## Geschichte
Die PEMFC wurde zu Beginn der 1960er Jahre bei General Electric entwickelt. Willard Thomas Grubb entwickelte in Schenectady (New York) eine Ionenaustauschermembran auf der Basis von sulfoniertem Polystyrol, auf welcher Leonard Niedrach drei Jahre später Platin abscheiden konnte. In der englischsprachigen Literatur wird dieser Brennstoffzellentyp zu Ehren der beiden GE-Wissenschaftler auch Grubb-Niedrach fuel cell genannt. Mitte der 1960er Jahre kam die Polymerelektrolytbrennstoffzelle im amerikanischen Raumflugprojekt Gemini das erste Mal zum Einsatz.

## Prinzip

Aufbau einer PEM-Brennstoffzelle

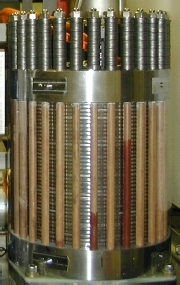
Zellen-Stack einer Polymerelektrolytbrennstoffzelle

Unter Verwendung von Wasserstoff (H2) und Sauerstoff (O2) wird chemische in elektrische Energie umgewandelt. Der elektrische Wirkungsgrad beträgt je nach Arbeitspunkt etwa 60 Prozent. Als Elektrolyt dient dabei normalerweise eine feste Polymermembran, beispielsweise aus Nafion. Die Betriebstemperatur liegt im Bereich von 60 bis 120 °C, wobei für den kontinuierlichen Betrieb bevorzugt Temperaturen zwischen 60 und 85 °C gewählt werden. Die Membran ist beidseitig mit einer katalytisch aktiven Elektrode beschichtet, einer Mischung aus Kohlenstoff (Ruß) und einem Katalysator, häufig Platin oder ein Gemisch aus Platin und Ruthenium (PtRu-Elektroden), Platin und Nickel (PtNi-Elektroden), oder Platin und Cobalt (PtCo-Elektroden). H2-Moleküle dissoziieren auf der Anodenseite und werden unter Abgabe von zwei Elektronen zu je zwei Protonen oxidiert. Diese Protonen diffundieren durch die Membran. Auf der Kathodenseite wird Sauerstoff durch die Elektronen, die zuvor in einem äußeren Stromkreis elektrische Arbeit verrichten konnten, reduziert; zusammen mit den durch den Elektrolyt transportierten Protonen entsteht Wasser. Um die elektrische Arbeit nutzen zu können, werden Anode und Kathode an den elektrischen Verbraucher angeschaltet.

## Reaktionsgleichungen
|                | Gleichung                                                                                      |
| -------------- | ---------------------------------------------------------------------------------------------- |
| Anode          | {\displaystyle \mathrm {2\ H_{2}\to 4\ H^{+}+4\ e^{-}} } Oxidation / Elektronenabgabe          |
| Kathode        | {\displaystyle \mathrm {O_{2}+4\ H^{+}+4\ e^{-}\to 2\ H_{2}O} } Reduktion / Elektronenaufnahme |
| Gesamtreaktion | {\displaystyle \mathrm {2\ H_{2}+O_{2}\to 2\ H_{2}O} } Redoxreaktion / Zellreaktion            |

Der innere Ladungstransport erfolgt mittels Oxonium-Ionen. Auf der Anodenseite benötigt die Reaktion Wasser, welches sie auf der Kathodenseite wieder abgibt. Um den Wasserbedarf auf der Anodenseite zu decken, ist ein aufwändiges Wassermanagement erforderlich. Realisiert wird dies unter anderem durch Rückdiffusion durch die Membran und Befeuchtung der Edukte.

## Anwendungsbereiche
Als Hauptanwendungsgebiete sind mobile Anwendungen ohne Nutzung der Abwärme, vorwiegend für Schwerlastanwendungen aufgrund der hohen Energiedichte. Dies umfasst insbesondere Brennstoffzellenfahrzeugen, U-Boote, Raumschiffe oder mobile Akkumulatorladegeräte. Auch stationäre Kleinanlagen mit einem Abwärmeniveau um 60 bis 80 °C sind möglich. Um eine technisch relevante elektrische Spannung zu erzielen, werden mehrere Zellen (zehn bis mehrere hundert) zu einem so genannten Stack (dt.: Stapel) hintereinander in Reihe geschaltet. Die Temperaturregelung des Stacks erfolgt in einem eigenen zusätzlichen Kühlkreislauf.
Es ist auch ein wärmegeführter, stationärer Einsatz, z. B. in Wohnhäusern, bei einem Nutzwärmeniveau von 80 °C möglich, wobei in etwa gleichem Verhältnis Wärme und elektrischer Strom aus Biowasserstoff oder Wasserstoff, der nach dem Kværner-Verfahren aus Erdgas erzeugt wird, produziert werden. Dies ist eine Form der Kraft-Wärme-Kopplung, bei der ein Gesamtwirkungsgrad von 90 Prozent realistisch ist.

## Produktion
Die Produktion der PEFC ist heutzutage noch von einer Kleinserie geprägt. Unterschiedliche Hersteller bereiten aktuell allerdings eine Serienproduktion vor oder befinden sich in den frühen Phasen dieser. Um ein PEFC-System zu fertigen, kann zwischen der Komponenten-, Stack- und Systemproduktion unterschieden werden.
Innerhalb der Komponentenproduktion werden die Membran-Elektroden-Einheit (englisch membrane electrode assembly, MEA) und die Bipolarplatte (englisch bipolar plate, BPP) gefertigt. Die MEA besteht aus der katalysatorbeschichteten Membran (englisch catalyst coated nembrane, CCM) sowie den beiden Gasdiffusionslagen (englisch gas diffusion layer, GDL). Als CCM wird die Membran bezeichnet, auf die die beiden Elektroden aufgetragen sind.
Der Fertigungsschritte für die CCM sind das Mischen, das Beschichten und Trocknen sowie das optionale Heißpressen. Mit Abschluss der Prozessfolge liegt eine beidseitig beschichtete Membran vor. Die GDL wird hergestellt, indem zunächst Karbonfasern zerkleinert und aus diesen ein Karbonpapier hergestellt wird. Anschließend findet ein Imprägnierschritt statt, gefolgt von einem Graphitieren. Das Zwischenprodukt wird schließlich hydrophobiert und eine mikroporöse Schicht ergänzt. Die Produkte GDL und CCM werden in einem anschließenden Prozessschritt zu der MEA verbunden. Dabei wird die CCM zunächst mit einer Dichtung versehen, die als Subgasket bezeichnet wird. Hierbei werden zwei Subgasketfolien um die CCM gefügt. Das Subgasket besitzt Ausschnitte für die Strömungsfelder bzw. Manifolds und einen Ausschnitt für die aktive Fläche. Auf die Subgasketfolien werden die GDLs geklebt bzw. die Komponenten werden miteinander verpresst.
Die BPP werden entweder aus einem graphitischen oder aus einem metallischen Substrat gefertigt. Die folgenden Ausführungen beziehen sich auf die Produktion einer metallischen BPP: Zunächst wird das Substratmaterial beschichtet und umgeformt. Es folgen das Fügen der beiden Halbplatten zu einer BPP sowie die Durchführung einer Dichtheitsprüfung. Im abschließenden Prozessschritt werden Dichtungen auf beiden Seiten der BPP aufgetragen.
In der anschließenden Stackfertigung werden die beiden Wiederholkomponenten zu einer funktionalen Einheit gefügt. Zunächst werden die Komponenten gestapelt und vormontiert. Es folgt das Komprimieren, bei dem die mehreren hundert übereinander gestapelten Wiederholkomponenten verpresst werden. Der Stack wird anschließend verspannt und auf Dichtigkeit und elektrischer Isolation geprüft. Der Stack wird anschließend eingefahren und geprüft, sodass der erste erfolgreiche Betrieb nachgewiesen werden kann. Neben den Wiederholkomponenten besteht der Stack z. B. aus einer Verspanneinheit, Medienzuführsystemen oder aus elektrischen Komponenten, die die Messung der einzelnen Zellen sicherstellen.
In der abschließenden Systemfertigung wird der zuvor gefertigte Stack mit den Hilfsaggregaten verbunden, die den einwandfreien Betrieb des Stacks sicherstellen. Hierzu zählt die Wasser- und Sauerstoffzufuhr, das Thermomanagement sowie die Integration der Leistungselektronik. Die Systemfertigung kann in die Produktionsprozesse der mechanischen und elektrischen Integration sowie in das End-of-Line-Testing unterteilt werden.

## CO-Toleranz
Da die Reaktionen bei relativ niedrigen Temperaturen (60 bis 120 °C) ablaufen, stellt die Toleranz gegen Kohlenstoffmonoxid (CO) ein Problem dar. Die CO-Konzentration der Kathoden-seitig zugeführten Luft sowie das auf der Anoden-Seite zugeführte wasserstoffreiche Gasgemisch sollte bei Platin-Elektroden deutlich unter 10 ppm und bei Platin-Ruthenium-Elektroden deutlich unter 30 ppm liegen. Andernfalls werden zu viele katalytisch aktive Zentren der Membranoberfläche durch CO-Moleküle blockiert. Die Sauerstoff-Moleküle bzw. Wasserstoff-Moleküle können nicht mehr adsorbiert werden und die Reaktion bricht in kürzester Zeit zusammen. Durch das Spülen der Brennstoffzelle mit reinem Inertgas oder reinem Wasserstoff kann das CO wieder von der Membran entfernt werden. CO führt auch innerhalb der Toleranzbereiche zu einer beschleunigten, irreversiblen Alterung der Membran; allerdings kann dieser Effekt durch eine Beimischung geringer Luftmengen (≤ 1 Vol.-%) aufgehoben werden. In diesem Fall sind Betriebszeiten von mehr als 15.000 h nachweisbar.
Ziel der aktuellen Forschung an der Niedertemperatur-Polymerelektrolytmembran-Brennstoffzelle ist daher, die CO-Toleranz der Membranen zu erhöhen sowie den Brennstoffzellen-Stack bei einer höheren Betriebstemperatur betreiben zu können. Problematisch ist derzeit noch, ein geeignetes Ionomer für diesen Temperaturbereich zu finden. Bei Nafion steigt der elektrische Widerstand zu stark an und es verliert seine Eigenschaft Protonen leiten zu können. Dies liegt daran, dass für die Protonenleitfähigkeit der Membran flüssiges Wasser nötig ist.
Im Gegensatz zur Niedertemperatur-Polymerelektrolytmembran-Brennstoffzelle wird in der Hochtemperatur-Polymerelektrolytmembran-Brennstoffzelle eine Säure mit hohem Siedepunkt als Elektrolyt verwendet.

## Schwefelgehalt
Schwefel und Schwefelverbindungen (hier insbesondere Schwefelwasserstoff) sind starke Katalysatorgifte. Verursacht wird dies durch eine starke Chemisorption auf der katalytisch aktiven Membranoberfläche. Es erfolgt eine nicht reversible Zerstörung. Die Konzentration dieser Verbindungen im Gasstrom muss im unteren zweistelligen ppb-Bereich liegen, um eine solche Schädigung zu vermeiden.

## Vor- und Nachteile gegenüber anderen Brennstoffzellen
Die Vorteile einer Niedertemperatur-PEM (Nafion-Basis) sind:
- Fester Elektrolyt, das heißt, es können keine aggressiven Flüssigkeiten auslaufen.
- Die Zelle weist eine hohe Leistungsdichte auf[5] und
- hat ein gutes dynamisches Verhalten.
- Auf der Kathodenseite kann Luft verwendet werden. Es ist kein Reingas (Sauerstoff) erforderlich.[5]
- Der Elektrolyt ist CO2-beständig

Die Nachteile sind:
- Der Zelltyp ist sehr empfindlich gegen Verschmutzungen durch CO, NH3 und Schwefelverbindungen im Brenngas.[15]
- Das Wassermanagement ist aufwändig, da ein Austrocknen der Membran vermieden werden muss.[6] Außerdem muss auch das Gefrieren des Wassers in der Membran verhindert werden.[5]
- Der Anlagenwirkungsgrad ist mit 34 %[16] oder 50 bis 68 %[17] eher niedrig, wobei für Wirkungsgrade über 50 % relativ hohe Temperaturen (bis zu 800 °C) erforderlich sind.[18]